# Karissa Schweizer
Karissa Schweizer (Urbandale, Iowa; 4 de mayo de 1996) es una atleta estadounidense, especialista en carreras de media y larga distancia. En 2020 logró el récord estadounidense en pista cubierta en los 3000 metros, con un tiempo de 8:25,70 minutos.

## Carrera
Schweizer fue criada en Urbandale (Iowa), por Mike y Kathy Schweizer, ambos con exitosas carreras de atletismo en la Universidad Estatal de Minnesota. Karissa es también la nieta de Frank Schweizer, un corredor de la División II de la NCAA, que fue entrenador de atletismo en el Dowling Catholic High School durante más de cuatro décadas. Mike, Steve y Doug, los tres hijos de Frank y Linda Schweizer, corrieron en Dowling. Mike también obtuvo honores de All-American en la Universidad Estatal de Minnesota y allí conoció a su futura esposa, Kathy Petricka. Sus hijos, los más jóvenes, Kelsey, Ryan y Karissa, también corrieron en Dowling, así como en campo a través.
Karissa nunca ganó un título estatal o nacional individual de campo a través mientras estaba en Dowling, nunca se clasificó para los Campeonatos de Campo a Través de Foot Locker, y su único título de pista fue en los 3000 metros en los campeonatos de la IAHSAA de 2011.
Schweizer firmó profesionalmente con el Bowerman Track Club en 2018.
Schweizer, corriendo el tiempo más rápido de 5000 metros en los Estados Unidos durante la temporada de verano, registró una marca personal de 15:01,63 durante una victoria en el Sunset Tour el 10 de julio de 2019, en Azusa (California).
En 2019 corrió en la carrera de la Liga de Diamante, en la Prefontaine Classic que se celebró en Stanford (California), donde quedó decimocuarta en los 3000 metros, con un tiempo de 8:42,15 minutos. Con posterioridad, en el Campeonato Mundial de Atletismo, celebrado en Doha (Catar), fue novena en los 5000 metros, corriendo en 14:45,18 minutos.
El 28 de febrero de 2020, en el encuentro "Last Chance Invitational" de la Universidad de Boston, Schweizer estableció un nuevo récord americano en pista cubierta en los 3000 m de 8:25,70. Sus compañeras del Bowerman Track Club, Shelby Houlihan y Colleen Quigley, terminaron muy cerca de ella con 8:26,66 y 8:28,71, respectivamente. Schweizer superó la marca de Shalane Flanagan en pista cubierta de 2007 en más de siete segundos. Además, su tiempo fue más rápido que el récord al aire libre de Mary Decker-Slaney de 8:25,83, establecido en 1985.
El 10 de julio de 2020, Schweizer terminó en segundo lugar tras Shelby Houlihan en una carrera de 5000 metros realizada por el Bowerman Track Club con una nueva marca personal de 14:26,34. Houlihan ganó la carrera con un nuevo récord americano de 14:23,92. El tiempo de Schweizer batió el anterior récord americano de Houlihan, de 14:34,45, y la convirtió en la decimocuarta atleta más rápida de todos los tiempos.
El 23 de julio de 2020, Schweizer estableció un nuevo tiempo líder mundial además de una nueva marca personal en los 1500 metros, con 4:00,02, lo que la convirtió en la octava estadounidense más rápida en correr la prueba, terminando por delante de Colleen Quigley y Courtney Frerichs en 4:03.98 y 4:07.39, respectivamente.
El 21 de junio de 2021, en Eugene (Oregón), Schweitzer terminó a 0,3 segundos de su compañera de equipo en el Bowerman Track Club, Elise Cranny, en los 5000 metros, clasificándose para el equipo olímpico de Estados Unidos con 15:28,11 minutos. Cranny había corrido los últimos 400 metros en 63,72 segundos.
En julio viajaba con el resto de la delegación estadounidense a Japón para participar en su primera cita olímpica, los Juegos Olímpicos de Tokio 2020, aplazados un año por la pandemia de coronavirus. A finales de julio Schewizer correría la carrera clasificatoria de los 5000 metros, clasificándose con el séptimo mejor tiempo de la primera serie (14:51,34 minutos). El 2 de agosto terminaría undécima en la final, con 14:55,80 minutos de marca. Cinco días después, el 7 de agosto, corrió la final de los 10000 metros, donde acabaría duodécima, con un resultado de 31:19,96 minutos.
El 16 de julio de 2022, en la final femenina de los 10 000 metros del Campeonato Mundial de Atletismo celebrado en Eugene (Estados Unidos), Schweizer terminó novena, con un tiempo de 30:18,05 minutos, lo que supuso un nuevo registro personal de su marca en la disciplina.

## Resultados

### Por temporada
| Representando a Estados Unidos | Representando a Estados Unidos         | Representando a Estados Unidos | Representando a Estados Unidos | Representando a Estados Unidos | Representando a Estados Unidos |
| ------------------------------ | -------------------------------------- | ------------------------------ | ------------------------------ | ------------------------------ | ------------------------------ |
| Año                            | Competición                            | Lugar                          | Puesto                         | Modalidad                      | Marca                          |
| 2019                           | Liga de Diamante - Prefontaine Classic | Stanford                       | 14.ª                           | 3000 m                         | 8:42,15 min.                   |
| 2019                           | Campeonato Mundial de Atletismo        | Doha                           | 9.ª                            | 5000 m                         | 14:45,18 min.                  |
| 2021                           | Juegos Olímpicos                       | Tokio                          | 11.ª                           | 5000 m                         | 14:55,80 min.                  |
| 2021                           | Juegos Olímpicos                       | Tokio                          | 12.ª                           | 10000 m                        | 31:19,96 min.                  |
| 2022                           | Campeonato Mundial de Atletismo        | Eugene                         | 9.ª                            | 10000 m                        | 30:18,05 min.                  |

### Mejores marcas
| Disciplina                   | Marca         | Lugar       | Fecha                 |
| ---------------------------- | ------------- | ----------- | --------------------- |
| 800 metros (exterior)        | 2:02,77 min.  | Portland    | 7 de agosto de 2020   |
| 800 metros (pista cubierta)  | 2:12,95 min.  | Champaign   | 9 de enero de 2016    |
| 1500 metros (exterior)       | 4:00,02 min.  | Portland    | 21 de julio de 2020   |
| 1500 metros (pista cubierta) | 4:08,32 min.  | Albuquerque | 15 de febrero de 2020 |
| 3000 metros (exterior)       | 8:40,25 min.  | Phoenix     | 6 de febrero de 2021  |
| 3000 metros (pista cubierta) | 8:25,70 min.  | Boston      | 27 de febrero de 2020 |
| 5000 metros (exterior)       | 14:26,34 min. | Portland    | 10 de julio de 2020   |
| 5000 metros (pista cubierta) | 15:11,56 min. | Boston      | 29 de febrero de 2019 |
| 10000 metros (exterior)      | 30:18,05 min. | Eugene      | 16 de julio de 2022   |